# Anita – ur en tonårsflickas dagbok
Anita – ur en tonårsflickas dagbok är en svensk-fransk film från 1973, i regi av Torgny Wickman. I huvudrollerna ses Christina Lindberg och Stellan Skarsgård.
Filmen är också intressant då den visar hur Katrineholms centrum såg ut på tidigt 1970-tal. En scen är dessutom inspelad i Vadsbro kyrka

## Handling
Filmen är en skildring av en 16-årig nymfomans uppförande, med Christina Lindberg och Stellan Skarsgård. Anita (Christina Lindberg) drivs att mot sin vilja ligga med alla män hon ser, från unga killar till äldre män. När hon drabbas av ångest får hon hjälp av psykologistudenten Erik (Stellan Skarsgård) som bor i ett kollektiv. 

## Produktion och teman
Filmen var ett tidstypiskt försök att göra pornografi och erotik mer rumsrent, genom att lägga in ett sexuellt problem som tema. I detta fall var temat nymfomani.
Filmen är inspelad vid Wegersbergs gård utanför Katrineholm och i Katrineholm. Den hade premiär den 25 december 1973 och är tillåten från 15 år.

## Rollista
| Christina Lindberg  | – Anita                                                                                   |
| Stellan Skarsgård   | – Erik                                                                                    |
| Danièle Vlamnick    | – Anitas mor                                                                              |
| Michel David        | – Ivar, Anitas far                                                                        |
| Erika Wickman       | – Erika, Anitas syster                                                                    |
| Evert Granholm      | – glasmästaren                                                                            |
| Arne Ragneborn      | – en man på biblioteket                                                                   |
| Per Mattsson        | – konstnären Per                                                                          |
| Jörgen Barwe        | – professor Lundbeck                                                                      |
| Jan-Olof Rydqvist   | – historielärare                                                                          |
| Thore Segelström    | – lärare                                                                                  |
| Berit Agedal        | – socialassistenten Agnes                                                                 |
| Lasse Lundberg      | – Anitas "ragg" på stationen                                                              |
| Hans Dittmer        | – kyrkoherden                                                                             |
| Torgny Wickman      | – sexklubbsbesökare                                                                       |
| Klinga Wickman      | – sexklubbsbesökare                                                                       |
| Lars Lennartsson    | – Ivars röst                                                                              |
| Gunnar Lundberg     | – tittar på stripteasescen (inspelad i hans privata lägenhet liksom fler scener i filmen) |
| Ulf Trolle-Lindgren | – tittar på stripteasescenen                                                              |
| Rolf Sundqvist      | – busschaufför                                                                            |
| Christina Bergqvist | – musiker                                                                                 |
| Carin Lindgren      | – musiker                                                                                 |
| Anders Eriksson     | – musiker                                                                                 |
| Håkan Törnbark      | – musiker                                                                                 |
| Annsofi Backman     | – musiker                                                                                 |
| Monica Rydell       | – musiker                                                                                 |
| Tommy Edh           | – musiker                                                                                 |
| Ola Halvarsson      | – musiker                                                                                 |

## Filmmusik i urval
- Concerto grosso g-moll
- De fyra årstiderna, kompositör Antonio Vivaldi
- Trumpetkonsert Ess-dur, kompositör Joseph Haydn
- Flöjtkonsert, kompositör Wolfgang Amadeus Mozart
- Saxofonkonsert, kompositör Aleksandr Glazunov
- En Midsommarnattsdröm, kompositör Felix Mendelssohn-Bartholdy
- Funiculi-Funicula, kompositör Luigi Denza
- An Honest Girl, kompositör Lennart Fors, text Torgny Wickman
- Byxan kompositör Lennart Fors, text Torgny Wickman